# エスティ・モバイルディスプレイ
エスティ・モバイルディスプレイ株式会社（英: ST Mobile Display Corporation、略称:STMD）は、かつて存在した日本の液晶ディスプレイメーカー。滋賀県野洲市に本社・工場を置いていた。

## 概要
ソニー株式会社と株式会社豊田自動織機の共同出資で設立された。
モバイル機器向けの小型の液晶ディスプレイ（低温ポリシリコンLCD）を主に生産していた。IDTech社（台湾奇美電子と日本IBMの合弁会社）の液晶ディスプレイ製造事業（ただしIDTechはアモルファスシリコンLCDを生産していた）を継承した。詳細は沿革を参照。
2007年12月1日付けでエスティ・エルシーディーと経営統合し、ソニーモバイルディスプレイ株式会社となった。その後、2009年3月31日までにソニーの完全子会社となった。

## 沿革
- 2001年
  - 奇美電子（台湾）がディスプレイ・テクノロジー（dti）野洲事業所の液晶パネル生産ラインを買収。
  - 10月 - インターナショナル　ディスプレイ・テクノロジー（IDTech）設立。社員はdtiに所属し、委託という形で生産開始。
- 2004年
  - 奇美電子がdtiを100%子会社化することを決定。
  - 5月 - 新生IDTechが設立。社員はdtiを退職し、IDTechに入社。
- 2005年
  - 1月 - ソニーがIDTech野洲事業所を買収することで、奇美電子と基本合意。
  - 3月 - エスティ・モバイルディスプレイ（STMD）設立。
- 2006年4月 - 量産開始（IDTech野洲工場にいる社員がSTMDに入社）。
- 2007年12月 - エスティ・エルシーディーと経営統合し、ソニーモバイルディスプレイ株式会社が発足（出資比率：ソニー86%、豊田自動織機14%）。